# EPOCH (химиотерапия)
EPOCH — это общепринятый в онкогематологии акроним (аббревиатура) для режима химиотерапии, предназначенного для лечения агрессивных неходжкинских лимфом.
В комбинации с ритуксимабом этот режим называется R-EPOCH или EPOCH-R.
Режим [R]-EPOCH состоит из:
1. Ритуксимаба — (R)ituximab — моноклонального антитела, уничтожающего как здоровые CD20-несущие B-лимфоциты, так и злокачественные;
2. Этопозида — (E)toposide — ингибитора топоизомеразы из группы эпиподофиллотоксинов;
3. Преднизолона — (P)rednisolone, глюкокортикоидного гормона, обладающего способностью вызывать апоптоз и лизис лимфоцитов;
4. Винкристина — (O)ncovin — ингибитора веретена деления из группы винка-алкалоидов, связывающегося с белком тубулином и предотвращающего тем самым образование микротубул и клеточное деление;
5. Циклофосфамида — (C)yclophosphamide, алкилирующего противоопухолевого препарата;
6. Доксорубицина — (H)ydroxydaunorubicin — антрациклинового препарата из группы интеркалантов, который внедряется между нитями ДНК, повреждает их и нарушает клеточное деление;

## Режим дозирования
| Лекарство                            | Доза      | Путь введения                                       | Дни цикла |
| ------------------------------------ | --------- | --------------------------------------------------- | --------- |
| Ритуксимаб — (R)ituximab             | 375 мг/м2 | Внутривенная инфузия                                | День 1    |
| Этопозид — (E)toposide               | 50 мг/м2  | Внутривенная непрерывная инфузия в течение 24 часов | Дни 1-4   |
| Преднизолон — (P)rednisolone         | 60 мг/м2  | Перорально 2 раза в сутки дни 1-5                   |           |
| Винкристин — (O)ncovin               | 0,4 мг/м2 | Внутривенная непрерывная инфузия в течение 24 часов | Дни 1-4   |
| Циклофосфамид — (C)yclophosphamide   | 750 мг/м2 | Внутривенно болюсно в течение 15 минут              | День 5    |
| Доксорубицин — (H)ydroxydaunorubicin | 10 мг/м2  | Внутривенная непрерывная инфузия в течение 24 часов | Дни 1-4   |

При этом режиме обязательно применение профилактики антибиотиками инфекционных осложнений, а также применение колониестимулирующих факторов (G-CSF) начиная с первого дня после окончания химиотерапии и до восстановления количества лейкоцитов.
Существует также усовершенствованная версия этого режима, при которой дозы химиопрепаратов от цикла к циклу изменяются в зависимости от переносимости больным и степени выраженности лейкопении и тромбоцитопении, так называемый dose-adjusted EPOCH, или DA-EPOCH.
Правила изменения доз при этом следующие:
Дважды в неделю берётся общий клинический анализ крови с развёрнутой лейкоцитарной формулой.

Эскалация доз выше начальной при хорошей переносимости применяется к этопозиду, доксорубицину и циклофосфамиду.

Деэскалация доз ниже начальной при плохой переносимости применяется только к циклофосфамиду.

Если самая нижняя точка (надир) падения абсолютного количества нейтрофилов в крови выше 500 в 1 мкл, дозы этопозида, доксорубицина и циклофосфамида для следующего цикла химиотерапии увеличивают на 20 % по сравнению с предыдущим циклом.

Если самая нижняя точка (надир) падения абсолютного количества нейтрофилов в крови ниже 500 в 1 мкл в 1-м или 2-х подряд анализах, но поднимается выше 500 к 3-му измерению (то есть если продолжительность агранулоцитоза не превышает 9 дней — интервал между тремя анализами), а самый низкий уровень тромбоцитов ни разу не падал ниже 25,000 в 1 мкл, то дозы для следующего курса остаются прежними.

Если самая нижняя точка (надир) падения абсолютного количества нейтрофилов в крови ниже 500 в 1 мкл в течение 10 дней и более, или если уровень тромбоцитов падает ниже 25,000 в 1 мкл, то дозы этопозида, доксорубицина и циклофосфамида уменьшают на 20 % относительно доз в предыдущем цикле.